# Australien i olympiska vinterspelen 1968
Australien deltog i olympiska vinterspelen 1968. Australiens trupp bestod av 3 idrottare, alla var män.

## Resultat

### Alpin skidåkning
- Störtlopp herrar
  - Malcolm Milne - 24
- Storslalom herrar
  - Malcolm Milne - 33
- Slalom herrar
  - Malcolm Milne - 24

### Längdskidåkning
- 15 km herrar
  - Ross Martin - 60
- 30 km herrar
  - Ross Martin - 60

### Hastighetsåkning på skridskor
- 500 m herrar
  - Colin Coates - 41
- 1 500 m herrar
  - Colin Coates - 49